# Thiriel

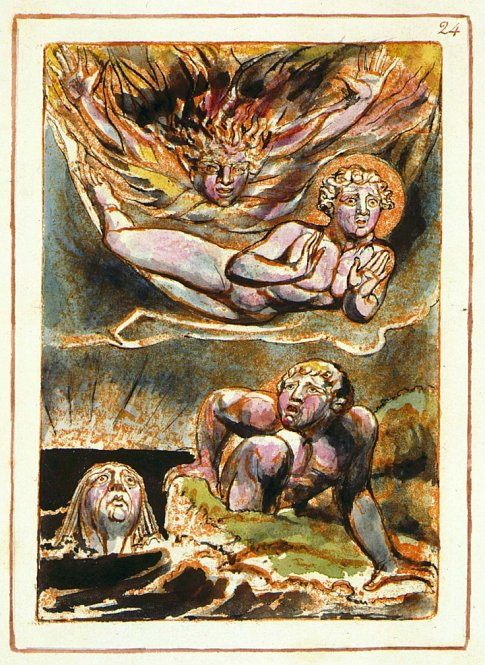
La nascita dei quattro figli di Urizen raffigurata nel Libro di Urizen. Thiriel appare al centro con un'aureola sopra la sua testa.

Negli scritti mitologici di William Blake, Thiriel è il figlio primogenito di Urizen.
C'è il pericolo di confondersi con Tiriel, il protagonista del primo libro profetico, a lui intitolato.
Nel Libro di Urizen, v'è un'esplicita identificazione di Thiriel coll'Aria dei quattro elementi, corrispondenti ai quattro figli di Urizen.
La sua nascita è descritta nel Capitolo VIII:
Most Urizen sicken'd to see
His eternal creations appear,
Sons and daughters of sorrow, on mountains,
Weeping, wailing. First Thiriel appear'd,
Astonish'd at his own existence,
Like a man from a cloud born
Figura anche in I Quattro Zoa ("The Four Zoas" in inglese), ove diventa Palamabron. Qui, al concludersi della Settima Notte, leggiamo:
Urizen became Rintrah ___ Thiriel became Palamabron